# Fumito Ueda
Fumito Ueda (上田 文人, Ueda Fumito) é um projetista de jogos japonês. Ueda é mais conhecido como o diretor e projetista principal de Ico (2001), Shadow of the Colossus (2005), e The Last Guardian (2016). Seus jogos têm um status cult e são diferenciados pela sua economia de enredo e roteiro, pelo seu uso de luz superexposta e dessaturada, línguas fictícias, e diálogo mínimo. Ele tem sido descrito por alguns como um auteur de jogos.

## Biografia

### Inícios
Nascido em Tatsuno, Ueda graduou-se pela Universidade de Artes de Osaka em 1993. Em 1995, após tentar viver como artista, Ueda decidiu seguir carreira na indústria de videojogos. Ele entrou para a desenvolvedora de videojogos WARP e trabalhou como animador no jogo Enemy Zero para Sega Saturn sob a direção de Kenji Eno.[carece de fontes?] Ele descreve sua estadia lá como "árdua", já que o desenvolvimento do jogo estava atrasado e todos do projeto tinham que trabalhar mais do que o comum para cumprir o prazo de entrega.

### Década de 2000: Sony
Em 1997, Ueda conseguiu entrar para a Sony Computer Entertainment como desenvolvedor interno. No SIE Japan Studio da Sony Computer Entertainment, ele começou a desenvolver Ico. Após Ico, Ueda e sua pequena equipe, mais conhecida como Team Ico, começaram a trabalhar num jogo originalmente intitulado NICO, porém foi mais tarde renomeado para Shadow of the Colossus.[carece de fontes?]
Em fevereiro de 2007, a revista de jogos japonesa Famitsu reportou que Ueda e sua equipe estavam trabalhando num novo jogo para o PlayStation 3. Nenhum detalhe sobre o título então sem-nome foi revelado. Em 2008, na edição de agosto da PlayStation Magazine, o chefe da Sony Worldwide Studios, Shuhei Yoshida, descreveu o jogo como "muito, muito bom". Yoshida também comentou que ambos Ico e Shadow of the Colossus levaram 4 anos para ser desenvolvidos, como uma insinuação de que o jogo estava em produção, mas não perto de lançamento. Na E3 de 2009 o jogo foi revelado como The Last Guardian, e o trailer do mesmo sugeria uma saga envolvendo elementos de ambos Ico e Shadow of the Colossus, em que um jovem menino semelhante a Ico une-se a um companheiro de tamanho colossal para completar quebra-cabeças. Ueda mais tarde confirmou que The Last Guardian é relacionado aos lançamentos anteriores.

### Década de 2010:genDESIGN
Ueda saiu da Sony em dezembro de 2011, apesar de que manteve-se sob contrato para finalizar o trabalho em The Last Guardian. Após anos no limbo de desenvolvimento, The Last Guardian, foi anunciado para ser lançado em 25 de outubro de 2016, durante a apresentação da Sony na E3 de 2016, em junho, porém depois foi adiado para 6 de dezembro de 2016.
Numa entrevista, Ueda também disse que gostaria de criar um FPS após finalizar The Last Guardian, citando Half-Life 2 como fonte do interesse.

## Influências e estilo
Ueda descreveu-se como uma criança muito curiosa, dizendo: "Eu gostava de pegar e manter coisas vivas, como peixes ou pássaros. Além disso, gostava de assistir e fazer animação. Basicamente, eu parecia ser interessado em coisas que se mexiam." Entre suas disciplinas favoritas na escola, estava a arte: uma disciplina que ainda desempenha um papel ativo na vida de Ueda, e que sob circunstâncias diferentes, poderia ter levado-o à uma outra escolha de profissão. "Se eu não estivesse na indústria dos jogos, eu gostaria de ser um artista clássico. Apesar de que eu não considero apenas jogos, mas sim qualquer coisa que expresse algo - sejam filmes, romances ou mangás - como formas de arte."
Ueda jogou muitos dos jogos do Sega Mega Drive, os quais influenciaram seu trabalho. Também é conhecido por ser um usuário do computador Amiga no início da década de 1990, o que era raro no Japão naquela época. Jogos que influenciaram seu trabalho incluem The Legend of Zelda, Virtua Fighter, e Prince of Persia.
Em 2008, a IGN, incluiu Ueda no Top 100 Criadores de Jogos de Todos os Tempos, dizendo que "a habilidade de Ueda em criar áreas com quebra-cabeças atmosféricos com personagens calados, ou quase calados, derrama uma sensação de isolamento, e ainda passa um cativante sentimento de esperança enquanto os personagens procuram simplesmente uma saída, ou uma redenção de suas prisões ornamentadas, desgastadas pelo tempo".

## Trabalhos
- D no Shokutaku: Director’s Cut (1996) ･ Animador[13]
- Enemy Zero (1997) ･ Animador
- Ico (2001) ･ Diretor, projetista-chefe, animador-chefe, diretor de arte
- Shadow of the Colossus (2005) ･ Diretor, projetista-chefe
- The Last Guardian (2016) ･ Diretor, projetista-chefe, produtor